# Lilla Slågarps kyrka
Lilla Slågarps kyrka är en kyrkobyggnad i Lilla Slågarp på Söderslätt i Skåne. Den tillhör Anderslövs församling i Lunds stift.

## Kyrkobyggnaden
Tidigare fanns på platsen en stenkyrka i romansk stil. Drygt tio år innan medeltidskyrkan revs uppmättes den av Carl Georg Brunius. Enligt Brunius var kyrkan byggd i gråsten och hade taklister av sandsten. Vid slutet av medeltiden fick kyrkorummet kryssvalv av tegel.
Den nuvarande kyrkan uppfördes åren 1867–1868 efter ritningar av arkitekt Peter Christian Sörensen. Tornet från 1823 behölls från den gamla kyrkan.

## Interiör
- En dopfunt i sandsten finns bevarad från 1200-talet. Funtens runda cuppa har en kittelformad urholkning.
- Altaruppsatsen härstammar från 1600-talet och har en altartavla från 1700-talet.
- Två kyrkklockor finns och båda är tillverkade på 1700-talet i Malmö av Andreas Wetterholtz. Lillklockan har blivit omgjuten år 1948.

### Orgel
- År 1868 byggde Jöns Lundahl i Malmö en orgel med 16 stämmor.
- Den nuvarande orgeln byggdes 1902 av Thorsell & Erikson i Göteborg och är en mekanisk orgel med rooseveltlådor. Orgeln har fasta kombinationer. Den omändrades 1967 av J. Künkels Orgelverkstad i Lund.

| Huvudverk I    | Svällverk II        | Pedal      | Koppel  |
| Gedakt 8'      | Gedakt 8´           | Subbas 16´ | I/P     |
| Principal 4´   | Flöjt harmonique 8' | Pommer 8´  | II/P    |
| Koppelflöjt 4' | Fugara 8'           | Oktava 4'  | II/I    |
| Waldflöjt 2'   | Principal 4'        |            | II 4'/I |
| Mixtur 4 chor  | Flöjt oktaviante 4' |            |         |
|                | Svegel 2'           |            |         |
|                | Clarinett 8'        |            |         |
|                | Crescendosvällare   |            |         |